# Campionato italiano di Formula 3 1987
Il Campionato italiano di Formula 3 1987 fu il ventitreesimo della serie. Fu vinto da Enrico Bertaggia della Forti Corse su Dallara F387-Alfa Romeo.